# Ceratophyllus tribulis
Ceratophyllus tribulis är en loppart som beskrevs av Jordan 1926. Ceratophyllus tribulis ingår i släktet Ceratophyllus och familjen fågelloppor. Inga underarter finns listade i Catalogue of Life.